# Джипсем (Канзас)
Джипсем (англ. Gypsum) — місто (англ. city) в США, в окрузі Салін штату Канзас. Населення — 400 осіб (2020).

## Географія
Джипсем розташований за координатами 38°42′21″ пн. ш. 97°25′37″ зх. д. / 38.70583° пн. ш. 97.42694° зх. д. (38.705763, -97.426864).  За даними Бюро перепису населення США в 2010 році місто мало площу 0,94 км², уся площа — суходіл.

## Демографія
Згідно з переписом 2010 року, у місті мешкало 405 осіб у 162 домогосподарствах у складі 111 родини. Густота населення становила 431 особа/км².  Було 187 помешкань (199/км²).
Расовий склад населення:
| - 94,6 % — білих - 1,2 % — корінних американців - 1,0 % — азіатів - 0,5 % — чорних або афроамериканців - 1,0 % — осіб інших рас |

До двох чи більше рас належало 1,7 %. Частка іспаномовних становила 2,5 % від усіх жителів.
За віковим діапазоном населення розподілялося таким чином: 26,7 % — особи молодші 18 років, 58,7 % — особи у віці 18—64 років, 14,6 % — особи у віці 65 років та старші. Медіана віку мешканця становила 39,9 року. На 100 осіб жіночої статі у місті припадало 89,3 чоловіків;  на 100 жінок у віці від 18 років та старших — 100,7 чоловіків також старших 18 років.
Середній дохід на одне домашнє господарство  становив 50 981 долар США (медіана — 44 479), а середній дохід на одну сім'ю — 55 704 долари (медіана — 45 208). Медіана доходів становила 36 250 доларів для чоловіків та 31 389 доларів для жінок. За межею бідності перебувало 9,6 % осіб, у тому числі 16,9 % дітей у віці до 18 років та 1,4 % осіб у віці 65 років та старших.
Цивільне працевлаштоване населення становило 190 осіб. Основні галузі зайнятості: роздрібна торгівля — 23,2 %, виробництво — 15,8 %, освіта, охорона здоров'я та соціальна допомога — 15,3 %.